# آدم هوروويتز
آدم هوروويتز (بالإنجليزية: Adam Horowitz)‏ هو كاتب سيناريو ومنتج تلفزيوني أمريكي، ولد في 4 ديسمبر 1971 في نيويورك في الولايات المتحدة.

## وصلات خارجية
- آدم هوروويتز على موقع IMDb (الإنجليزية)
- آدم هوروويتز على موقع بوكس أوفيس موجو (الإنجليزية)
- آدم هوروويتز على موقع قاعدة بيانات الفيلم (الإنجليزية)